# Xylota formosana
Xylota formosana är en tvåvingeart som beskrevs av Matsumura 1916. Xylota formosana ingår i släktet vedblomflugor, och familjen blomflugor.
Artens utbredningsområde är Taiwan. Inga underarter finns listade i Catalogue of Life.